# Only a Janitor
Only a Janitor è un cortometraggio muto del 1919 diretto e interpretato da Wallace Beery.

## Produzione
Il film fu prodotto dalla Nestor Film Company.

## Distribuzione
Distribuito dall'Universal Film Manufacturing Company, il film - un cortometraggio di una bobina - uscì nelle sale cinematografiche USA il 20 gennaio 1919.